# Sangrà
Sangrà és una masia de Pinell de Solsonès (Solsonès) inclosa a l'Inventari del Patrimoni Arquitectònic de Catalunya.

## Situació
Està situada a 604 m d'altitud al sector de ponent del terme municipal, al vessant dret del barranc de Sangrà, rodejada d'extensos camps de conreu, en ple espai natural protegit Obagues de la riera de Madrona.
S'hi va des de la carretera asfaltada C-149a (de Solsona - els Colls - Sanaüja). A l'encreuament dels Colls (41° 57′ 06″ N, 1° 21′ 59″ E / 41.951551°N,1.366426°E) surt el trencall també asfaltat i ben senyalitzat que porta a Madrona. A mig camí es troba la masia. Als Colls s'hi pot anar des de Solsona (16,4 km.) o des de Sanaüja (12,4 km).

## Descripció

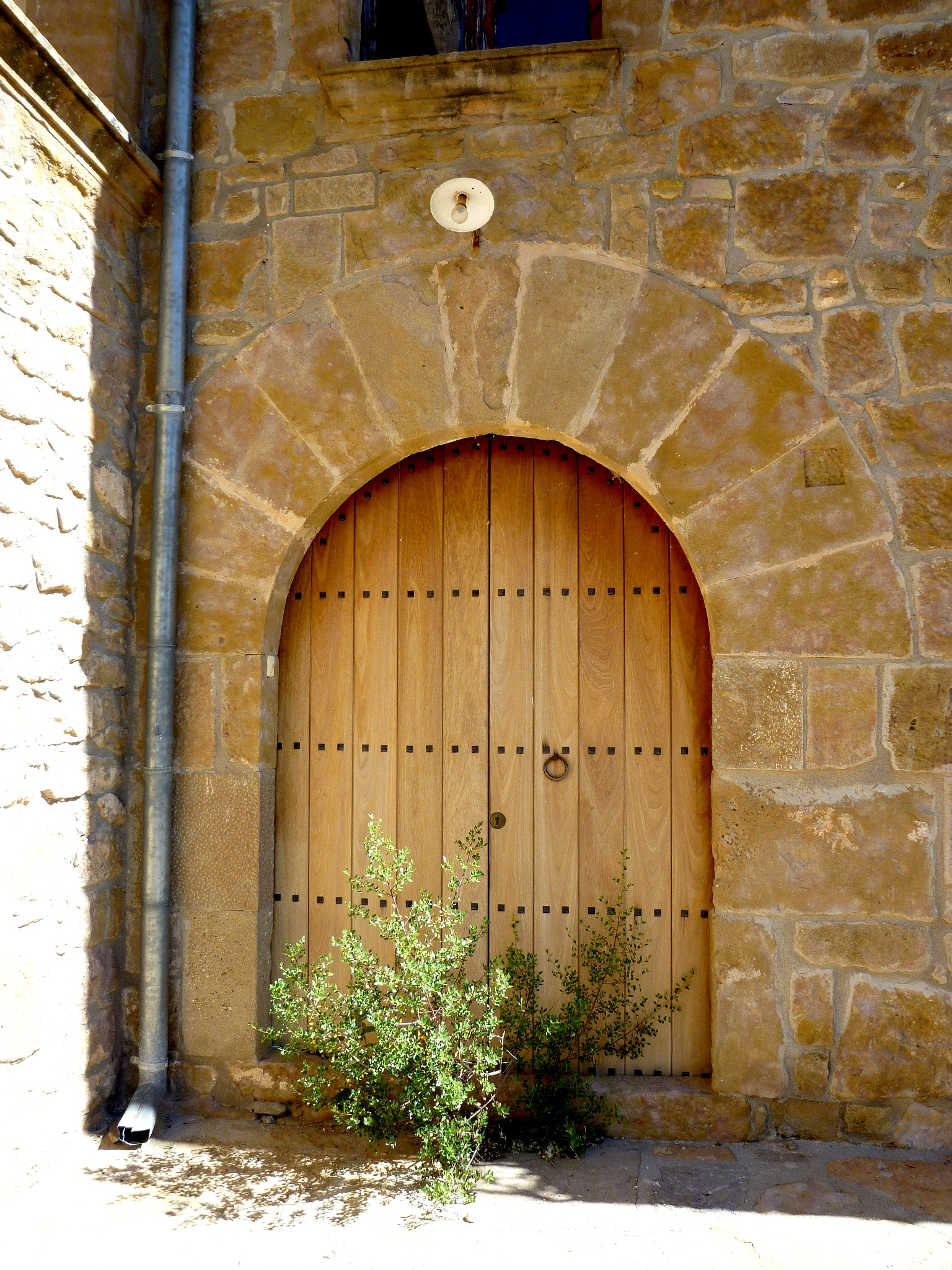
Portada

Masia de planta rectangular de planta baixa, dos pisos i golfes i amb la teulada a doble vessant. Té tota la planta baixa coberta amb voltes de creueria de pedra. L'any 1852, es va afegir un altre cos rectangular que cobreix la planta baixa amb una volta de totxo i el primer i segon tenen una galeria a la façana formada per arcs rebaixats sustentats per pilars amb capitells motllurats. La porta principal de la masia és d'arc de mig punt adovellat i la resta d'obertures són rectangulars amb la llinda i els brancals de grans carreus de pedra i l'ampit, també de pedra, decorat amb motllures.
A prop de la masia es troba la capella de planta rectangular i amb teulada a doble vessant. La nau està coberta amb una volta de guix que arranca d'una cornisa. A la façana principal es troba una porta d'arc de mig punt adovellat, una petita finestra circular i un campanar de cadireta d'un ull. La capella està dedicada a Sant Ermenter.